# سعيد خليل الدوسري
سعيد خليل الدوسري (مواليد 2 يوليو 1948) هو عداء سعودي، مثّل بلاده في سباق 200 متر خلال الألعاب الأولمبية الصيفية 1972.

## المشاركة الأولمبية

### ميونيخ 1972
ألعاب القوى – 200 متر عدو رجال
| الترتيب | الرياضيّ               | البلد            | الزمن |
| ------- | --------------------- | ---------------- | ----- |
| 1       | تشاك سميث             | الولايات المتحدة | 20.79 |
| 2       | فلاديمير لوفيتسكي     | الاتحاد السوفيتي | 20.99 |
| 3       | سونيل جوناواردين      | سريلانكا         | 21.60 |
| 4       | تريفور جيمس           | ترينيداد وتوباغو | 21.83 |
| 5       | زين الدين وهاب        | ماليزيا          | 21.87 |
| 6       | دومينيك سيدو          | ليبيريا          | 22.48 |
| 7       | سعيد خليل الدوسري     | السعودية         | 22.56 |
| -       | جان لوي رافيلومانتسوا | مدغشقر           | DNS   |

مصدر:
ألعاب القوى – 100 متر تتابع رجال – الدور التمهيدي – المجموعة الأولى
| الرُّتبة | الأسماء                                                             | البلد            | التوقيت |
| ------ | ------------------------------------------------------------------- | ---------------- | ------- |
| 1      | ألكسندر كورنيلوك، فلاديمير لوفيتسكي، جوريس سيلوفس، فاليري بورزوف    | الاتحاد السوفيتي | 39.15   |
| 2      | جوبست هيرشت، كارلينز كلوتز، جيرهارد ووشير، كلاوس إهل                | ألمانيا الغربية  | 39.17   |
| 3      | مانفريد كوكوت، بيرند بورث، هانز يورغن بومباخ، سيغفريد شينك          | ألمانيا الشرقية  | 39.17   |
| 4      | جورج ريجنر، أكسل نيبراونيك، غيرت نوستر، هيلموت لانغ                 | النمسا           | 40.49   |
| 5      | لويس إليرز، غييرمو غونزاليس، بيدرو فيرير، خورخي فيزكاروندو          | بورتوريكو        | 41.34   |
| 6      | محمد جمان الدوسري، منصور الجعيد، بلال سعد العزما، سعيد خليل الدوسري | السعودية         | 43.35   |
| -      | محمد يونس، نورمان برينكوورث، محمد صديقي، نصرت إقبال صاحي            | باكستان          | DNS     |
| -      | عبد العززي عبد الكريم، مالك مردحي، محمد سعد، يونس عبد الله ربيع     | الكويت           | DNS     |

مصدر:

## وصلات خارجية
سعيد خليل الدوسري على موقع أوليمبيديا (الإنجليزية)